# 南明货币
南明货币，是指甲申之變后，由明朝皇族和官员在中国南方建立的各个政权（史称“南明”）所发行的货币。南明各个政权共有十八年历史。其中有四个政权曾铸行了货币，分别是：弘光帝朱由崧(弘光通寶）、隆武帝朱聿鍵（隆武通寶）、鲁王朱以海（大明通寶）和永历帝朱由榔（永曆通寶）。

## 弘光通宝

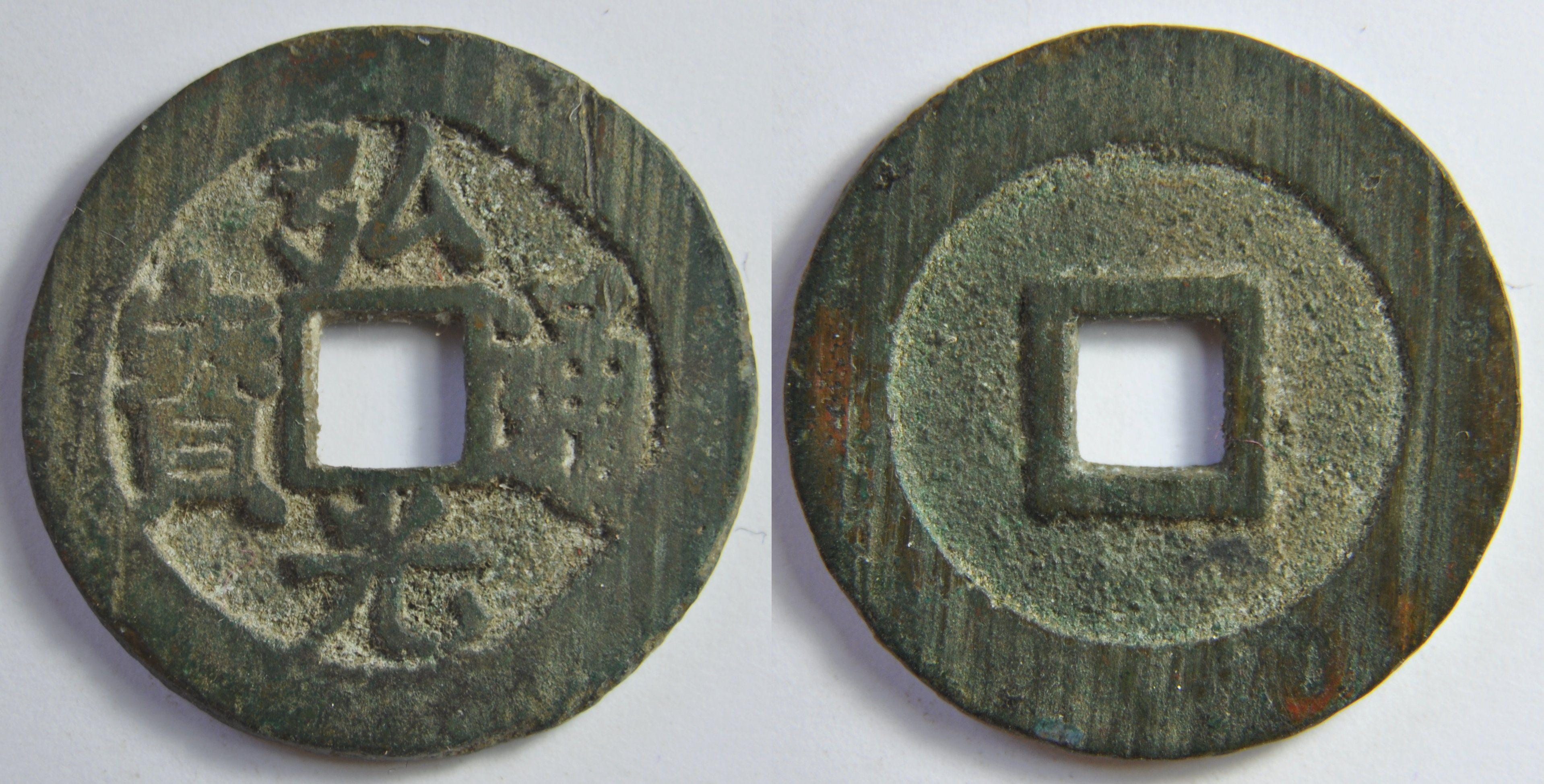
弘光通宝

弘光通宝是南明弘光皇帝朱由崧在位期间所发行的货币。1644年4月25日，李自成攻克北京，崇祯皇帝朱由检自杀殉国，明朝灭亡，明朝宗室及遗留大臣多辗转到了南方。6月7日，福王朱由崧在南京称监国，6月19日即皇帝位，改元弘光，铸行弘光通宝。1645年6月21日，弘光帝被清军所俘，弘光通宝停铸。
虽然弘光通宝的铸行时间短，但铸行数量却相当可观。弘光通宝分小平和折二两种。小平有光背、背上星、背上凤字三大类，“凤”指安徽省凤阳，因马士英曾任凤阳总督。小平的直径在2.4厘米左右，折二型直径在2.7厘米至2.8厘米。

## 隆武通宝

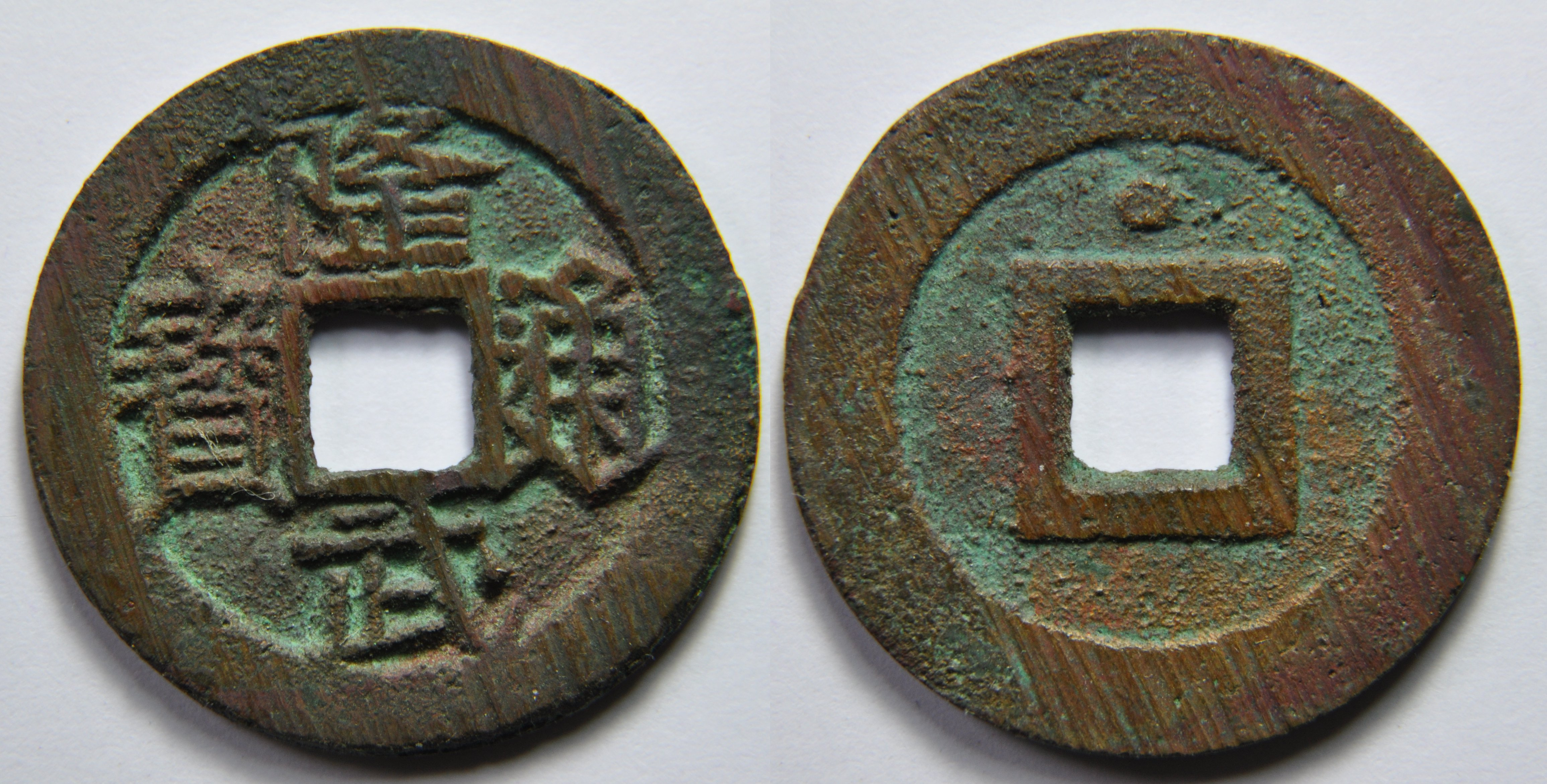
隆武通宝

隆武通宝是南明隆武皇帝朱聿鍵在位期间所发行的货币。1645年6月21日，弘光帝朱由崧被清军所俘，同年唐王朱聿鍵在福州称帝，改元隆武，铸行隆武通宝。次年，朱聿鍵被俘，隆武通宝停铸，行用一年时间。
隆武通宝只有小平、折二两种。钱文楷隶相间，版别多样；小平有大、小样之分和宽缘窄缘之别，钱文有“生”字隆和“正”字隆两种，通字有双点通和单点通、武字右偏旁，有上点武和下点武及无点武，钱背有铸星纹及“户”、“工”、“南”、“留”等字，“南”字有大小二样，“南”、“留”二字较罕。

## 大明通宝

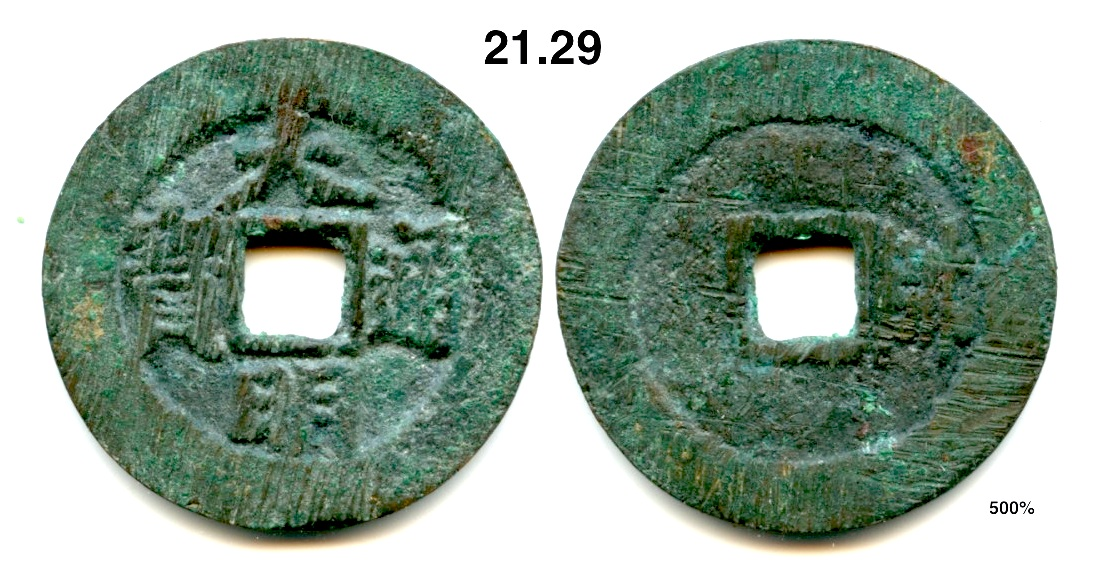
大明通寶

大明通宝是南明鲁王朱以海被奉为监国时所铸。1645年，在台州（今浙江临海）避难的鲁王朱以海被明朝旧臣张国维、张名振等在绍兴拥立为监国。当年12月铸行了大明通宝。1646年6月，清军攻打鲁王，朱以海流亡。
大明通宝材质有红铜、黄铜两种，铸造不精，只见小平钱，背铸“户”、“工”、“帅”等字，也见光背平钱，有的背“帅”在穿上，也有穿右“帅”字。初铸钱径26毫米，后铸钱径为24毫米至25毫米。

## 永历通宝

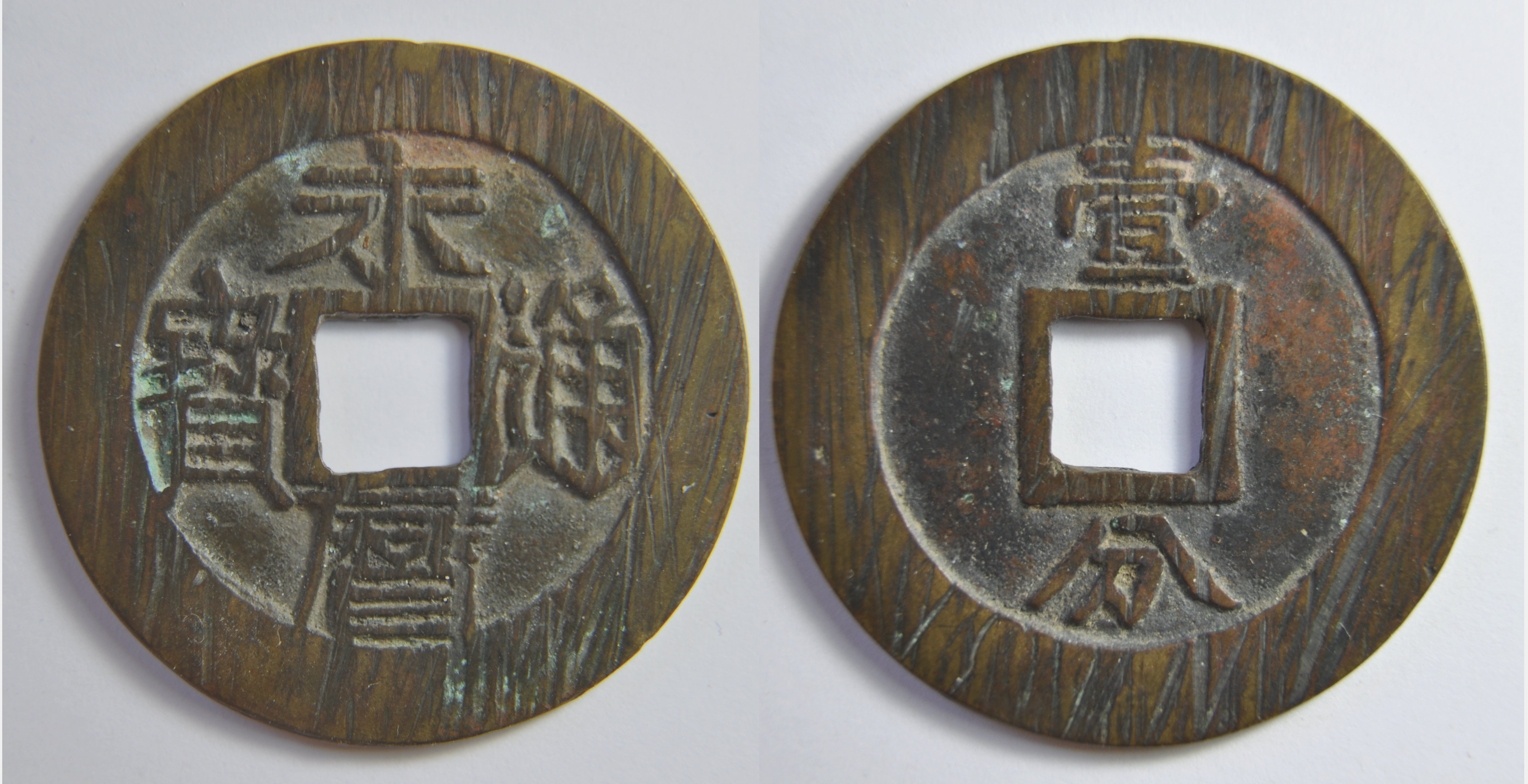
永历通宝

永历通宝是南明永曆皇帝朱由榔在位期间所发行的货币，是南明发行时间最长的货币。1646年11月20日，桂王朱由榔在肇庆被明朝两广总督丁魁楚推为监国，12月24日即皇帝位，改元永曆，以明年为永历元年，铸行“永历通宝”，有小平、折二、及背文五厘、一分四等钱。
郑成功及其后人统治台湾期间，曾请日本代铸永历通宝，直至康熙年间清朝占领台湾后，被收买销毁改铸为康熙通宝钱。